# テレンス・アトマン
テレンス・アトマン（Térence Atmane, 2002年1月9日 - ）は、フランスのブローニュ＝シュル＝メール出身の男子プロテニス選手。ATPランキング自己最高位はシングルス118位、ダブルス1946位。身長193cm、体重80kg。左利き、バックハンド・ストロークは両手打ち。

## 選手経歴

### 2022年 ITFツアー初優勝
2022年にITF男子ワールドテニスツアーで4度優勝した。

### 2023年 チャレンジャーツアー初優勝、トップ150入り、マスターズ初出場
2023年5月、全仏オープン予選に初出場したが、1回戦で敗退。全米オープン予選では1回戦で勝利したが、2回戦で敗れた。
9月、チャレンジャーツアーの張家港インターナショナル・チャレンジャーで初優勝。2週間後の広州インターナショナル・チャレンジャーでも優勝し、ATPランキングでトップ150入りを果たした。
珠海選手権にてATPツアー初出場を果たす。1回戦で西岡良仁と対戦し、第1セットを6-0で先取するも逆転負けした。上海マスターズで予選を勝ち抜き初出場し、1回戦でジョーダン・トンプソンに勝利。これがATPツアー初勝利となった。2回戦で第22シードのニコラス・ジャリーに敗れた。

### 2024年 グランドスラム初出場、トップ125入り
2024年1月、全豪オープン予選を勝ち抜き本戦に初出場。1回戦で当時ATPランキング3位のダニール・メドベージェフを相手に第1セットを先取したが、その後2セットを落とし、第4セット途中で怪我のため棄権し敗れた。
イタリア国際の予選を勝ち抜き本戦に初出場すると、1回戦でクリストファー・ユーバンクス、2回戦で第26シードのロレンツォ・ムゼッティに勝利。3回戦で第8シードのグリゴール・ディミトロフに敗れた。
5月、ワイルドカードで全仏オープンに初出場。1回戦でセバスティアン・オフナーに敗れた。この試合中に観客席にボールを打ち込み、2万5,000ドルの罰金処分を受けた。
上海マスターズでは2回戦で第7シードのテイラー・フリッツに敗れた。

### 2025年 マスターズ準決勝進出、トップ75入り
2025年4月、チャレンジャーツアーの釜山オープン、広州インターナショナル・チャレンジャーで優勝。
5月、ワイルドカードで2年連続となる全仏オープンに出場したが、1回戦でリシャール・ガスケに敗れた。
8月、シンシナティ・オープンの予選を勝ち抜き本戦に初出場し、1回戦で西岡良仁、2回戦で第15シードのフラビオ・コボッリ、3回戦でジョアン・フォンセカに勝利。4回戦では第4シードで当時ATPランキング4位のテイラー・フリッツに勝利し、対トップ10初勝利となった。準々決勝では第7シードで当時ATPランキング9位のホルガ・ルーネに勝利し、ベスト4に進出した。

## 成績
略語の説明
| W | F | SF | QF | #R | RR | Q# | LQ | A | Z# | PO | G | S | B | NMS | P | NH |

W=優勝, F=準優勝, SF=ベスト4, QF=ベスト8, #R=#回戦敗退, RR=ラウンドロビン敗退, Q#=予選#回戦敗退, LQ=予選敗退, A=大会不参加, Z#=デビスカップ/BJKカップ地域ゾーン, PO=デビスカップ/BJKカッププレーオフ, G=オリンピック金メダル, S=オリンピック銀メダル, B=オリンピック銅メダル, NMS=マスターズシリーズから降格, P=開催延期, NH=開催なし.

### シングルス

#### グランドスラム大会
| 大会           | 2023 | 2024 | 2025 | 通算成績 |
| -------------- | ---- | ---- | ---- | -------- |
| 全豪オープン   | A    | 1R   | Q1   | 0–1      |
| 全仏オープン   | Q1   | 1R   | 1R   | 0–2      |
| ウィンブルドン | A    | Q1   | Q1   | 0–0      |
| 全米オープン   | Q2   | Q1   |      | 0–0      |

#### 大会最高成績
| 大会                 | 成績 | 年         |
| -------------------- | ---- | ---------- |
| ATPファイナルズ      | A    | 出場なし   |
| インディアンウェルズ | Q1   | 2024, 2025 |
| マイアミ             | Q2   | 2024, 2025 |
| モンテカルロ         | A    | 出場なし   |
| マドリード           | Q1   | 2024       |
| ローマ               | 3R   | 2024       |
| カナダ               | 2R   | 2025       |
| シンシナティ         | SF   | 2025       |
| 上海                 | 2R   | 2023, 2024 |
| パリ                 | Q1   | 2023       |
| オリンピック         | A    | 出場なし   |
| デビスカップ         | A    | 出場なし   |

## 対トップ10勝利
| 年   | 2025 | 合計 |
| ---- | ---- | ---- |
| 勝利 | 2    | 2    |

| No.  | 対戦相手           | ランキング | 大会         | サーフェス | ラウンド | スコア        | ランキング |
| ---- | ------------------ | ---------- | ------------ | ---------- | -------- | ------------- | ---------- |
| 2025 |                    |            |              |            |          |               |            |
| 1.   | テイラー・フリッツ | 4          | シンシナティ | ハード     | 4R       | 3-6, 7-5, 6-3 | 136        |
| 2.   | ホルガ・ルーネ     | 9          | シンシナティ | ハード     | QF       | 6-2, 6-3      | 136        |